# Ptilomyoides bequaerti
Ptilomyoides bequaerti är en tvåvingeart som först beskrevs av Charles Howard Curran 1925.  Ptilomyoides bequaerti ingår i släktet Ptilomyoides och familjen parasitflugor. Inga underarter finns listade i Catalogue of Life.